# Molins model
Molin-modellen er en model, udarbejdet af den svenske politolog Björn Molin Den er udarbejdet med henblik på at forklare politiske partiers adfærd. Modellen beskriver politik i tre perspektiver:
- Det taktiske perspektiv
- Interesseperspektivet
- Problemløsningsperspektivet[1]

Det taktiske perspektiv opdeles i modellen i to undergrupper: En opinionsfaktor, som både handler om at opnå størst mulig popularitet og om at fremstå troværdigt blandt vælgerne, samt et parlamentarisk perspektiv, som handler om at opnå størst mulig indflydelse i parlamentet.
Interesseperspektivet udgøres af partiets ideologiske mål og værdigrundlag, samt hensyntagen til kernevælgerne og eventuelle støtteorganisationer. Problemløsningsperspektivet angiver partiets strategi for at inddrage saglige hensyn i politikformuleringen.
Modellen omfatter i sin oprindelige udformning ikke "personfaktoren", dvs. politikernes personlige troværdighed, sympatier og antipatier. Dette aspekt er imidlertid inddraget i nogle udgaver af modellen, som forefindes i mange forskellige versioner i bøger og på internettet